# Anita Kulcsár
Anita Kulcsár (Szerecseny, 2 de octubre de 1976 - Velence, 19 de enero de 2005)   fue una jugadora de balonmano húngara que jugaba de pivote. 
En 2004, la Federación Internacional de Balonmano la eligió como Jugadora Mundial del Año de la IHF.

## Trayectoria
Inició su trayectoria en el balonmano el  Nyíregyházi Kölcsey para luego mudarse al Győri Graboplast ETO. Continuó en el Cornexi-Alcoa (Actual Alba Fehérvar) y su último club fue el Dunaferr NK húngaro. En la 2002/03 fue finalista de la EHF Cup con el Dunaferr.
Murió en un accidente de coche el 19 de enero de 2005. Tenía 28 años y, según el informe policial, conducía desde Sukoró a Dunaújváros para el entrenamiento de su equipo cuando su vehículo se salió de la carretera y chocó contra un árbol. Fue enterrada el 25 de enero en el cementerio público de Nádorváros en Győr.
Desde su muerte, la ciudad de Dunaújváros organiza el Torneo Memorial Anita Kulcsár en su honor.

### Clubes
- –1995:  Kölcsey DSE
- 1995–2001:  Győri ETO KC
- 2001–2004:  Alcoa FKC
- 2004–2005:  Dunaferr NK

## Logros y premios

### Con la selección
- 1 x Medalla de plata en los Juegos Olímpicos (2000)
- 1 x Medalla de oro en el Europeo (2000)
- 2 x Medalla de bronce en el Europeo (1998, 2004)
- 1 x Medalla de plata en el Campeonato Mundial (2003)

### De clubes
- 1 x Liga Húngara (2004)
- 1 x Copa Magyar (2004)

## Premios y reconocimientos
- Jugador Mundial del Año de la IHF : 2004